# Civilization (herní série)
Civilization je série tahových strategických počítačových her typu 4X, vydaná americkou společností MicroProse. Tvůrcem původní hry a jejích základních principů je Sid Meier.

## Seznam her
- Civilization (1991)
  - CivNet (1995), update pro hru po síti
- Civilization II (1996)
  - Civilization II: Conflicts in Civilization (1996), první datadisk pro Civilization II
  - Civilization II: Fantastic Worlds (1997), druhý datadisk pro Civilization II
  - Civilization II: Test of Time (1999) – původní Civilization II plus nové scénáře a další vylepšení
- Civilization III (2001)
  - Civilization III: Play the World (2002), první datadisk pro Civilization III
  - Civilization III: Conquests (2003), druhý datadisk pro Civilization III
- Civilization IV (2005)
  - Civilization IV: Warlords (2006), první datadisk pro Civilization IV
  - Civilization IV: Beyond the Sword (2007), druhý datadisk pro Civilization IV
  - Civilization IV: Colonization (2008), založená na hře Colonization z roku 1994
- Civilization Revolution (2008), hra jen pro herní konzole – Xbox 360, PS3, Nintendo DS a iOS
- Civilization V (2010)
  - Civilization V: Gods & Kings (2012), první datadisk Civilization V
  - Civilization V: Brave New World (2013), druhý datadisk pro Civilization V
  - Civilization: Beyond Earth (2014), hra založená na Civilization V
- Civilization World (2011), bývalá online hra jen pro Facebook
- Civilization Revolution 2 (2014), hra jen pro iOS, Android a PS Vita
- Civilization VI (2016)
  - Civilization VI: Rise and Fall (2018), první datadisk Civilization VI
  - Civilization VI: Gathering Storm (2019), druhý datadisk pro Civilization VI
- Civilization VII (11. února 2025)[2]

## Vliv hry
Vzhledem ke svému úspěchu měla tato série velký vliv na pozdější strategické hry. Vzniklo několik fanouškovských her, které většinu jejích pravidel kopírují (FreeCiv, C-evo). Byla vydána stejnojmenná karetní hra a desková hra (roku 2002, 2. vydání 2010). Vyšla i kniha Sid Meier's Civilization Chronicles.
Za duchovní pokračování série Civilizace se považuje Sid Meier's Alpha Centauri a Civilization: Beyond Earth, ve kterých se ve 22. století lidstvo vydává kolonizovat exoplanety.

## Popis hry
Civilizace má oproti jiným hrám široký záběr co do epochy, v níž se odehrává. Hra začíná v roce 4000 př. n. l. a hráč postupně vynalézá mnoho desítek technologií, jako železo, psaní, jízdu na koni, později střelný prach, železnici a spalovací motor a nakonec tanky, jadernou energii a lety do vesmíru.
Hráč začíná s jednou jednotkou osadníků. Z nich postaví město, které produkuje vojenské jednotky a další osadníky, nebo též budovy zvyšující produktivitu města. Podstatou hry je úspěšně řídit říši a moudře rozdělit prostředky mezi armádu, vědu, rozvoj měst, průzkum, zabírání nových území apod.
Hráč se při hře setkává s jinými civilizacemi, které jsou řízené počítačem nebo jinými hráči. S nimi může soupeřit o zabrání území, bojovat pomocí vojenských jednotek, vyjednávat mír či spojenectví, nebo spolupracovat (například výměnou technologií).

### Vítězství
Zvítězit lze několika způsoby (některé jsou dostupné pouze v určitých verzích):
- Zničením ostatních civilizací
- Vysláním kosmické lodi ke kolonizaci jiné planety
- Vybudováním města s velkým kulturním vlivem
- Pokud nikdo nezvítězí v daném počtu tahů, je za vítěze pokládána civilizace s nejvyšším skóre.

### Mapa
Je možno hrát buď na předdefinovaných mapách (například světa nebo severní Amerika), nebo náhodně vygenerovat svět podle zadaných parametrů (například velké kontinenty vs. malé ostrovy). V druhém případě hráč neví, jaký terén jej obklopuje, dokud jej neprozkoumá.

### Správa měst
Každé město obdělává v závislosti na své velikosti jistý počet políček, které generují:
- Jídlo umožňující růst města
- Suroviny potřebné pro údržbu jednotek, stavbu budov a jednotek
- Obchod, který hráč může libovolně rozdělit na:
  - Zlato, potřebné k údržbě budov, poplatkům jiným civilizacím (například výměnou za neútočení) nebo k rychlému dokončení urgentně potřebné jednotky
  - Vědu, která ovlivní rychlost vynalézání technologií
  - Luxus, který ovlivňuje spokojenost obyvatel ve městě

Různá pole generují různá množství výše uvedeného, například pastviny (grassland) generují hodně jídla, lesy poskytují suroviny apod. Existují též bonusová políčka, například les se zvěří produkuje více jídla než běžný les.
Výnos polí lze ovlivnit stavbou terénních úprav, například dolů a zavlažování, dále pak silnic a železnic, které navíc umožňují rychleji přepravovat jednotky.
Ve městech lze stavět jen to, co již bylo vynalezeno:
- vojenské jednotky (lučištníci, paroloď, tank, bombardér, křižník, nukleární střela apod.)
- nevojenské jednotky (osadníci, diplomat, transportní loď, karavana)
- budovy, které slouží např. ke
  - zvýšení produktivity města v jídle, surovinách, vědě a zlatu (továrna, univerzita apod.)
  - zvýšení spokojenosti obyvatel (chrám, katedrála)
  - snížení znečištění (průmysl zamořuje okolní políčka na mapě; není-li znečištění odstraňováno, může vést ke globálnímu oteplení)
  - zvýšení odolnosti města proti útokům ze země, moře a vzduchu nebo nukleárním útokům (hradby, protiletecká baterie)
  - stavbě zkušených jednotek (například ve městě bez kasáren jsou produkovány nezkušené pozemní jednotky, které jsou podřadné, pokud zkušenost nezískají vyhranou bitvou)
- divy světa, velmi nákladné projekty, z nichž každý může být postaven jen jednou civilizací. Například Marco Polo's embassy poskytne špionážní informace o všech ostatních civilizacích, Great Library poskytne všechny technologie, které již jsou známy dvěma dalším civilizacím, SETI program zvýší vědu produkovanou ve městech apod.

Obyvatelé města jsou ze začátku nespokojení (až na daný počet, který závisí na obtížnosti hry a velikosti říše) a je nutné je změnit na spokojené nebo šťastné pomocí budov, vojenských jednotek ve městě, divů nebo luxusu. Pokud v některém městě je více nespokojených obyvatel než šťastných, dojde k tzv. revoltě a město přestane produkovat.

### Boje
Pozemní jednotky se v zásadě dělí na obranné, těžké útočné a polní útočné. Každá jednotka má útočnou a obrannou sílu; výsledek souboje je ovlivněn řadou bonusů například za terén, za zkušenost jednotky, obránce dostává výhodu ve městě a v pevnosti apod.

### Forma vlády
Hráč může během hry změnit formu vlády – například fundamentalismus má nízkou údržbu jednotek, monarchie podporuje růst měst, demokracie generuje mnoho vědy, ale ztěžuje vedení války apod.

## České reálie
Při překladu prvního dílu Civilization změnil autor češtiny Germánskou civilizaci za Českou. Do hry Civilization V je možné stáhnout mód, který doplňuje civilizaci Bohemia vedenou Václavem II., je však nutné vlastnit rozšíření Brave New World. Do hry Civilization VI je také možné nainstalovat civilizaci Bohemia, tentokrát vedenou Svatým Václavem nebo Janem Žižkou, je nutné vlastnit rozšíření Rise and Fall a Gathering Storm.

## Hodnocení
| Hra                        | Metacritic |
| -------------------------- | ---------- |
| Civilization               | –          |
| Civilization II            | (PC) 94 %  |
| Sid Meier's Alpha Centauri | (PC) 92 %  |
| Civilization III           | (PC) 90 %  |
| Civilization IV            | (PC) 94 %  |
| Civilization V             | (PC) 90 %  |
| Civilization: Beyond Earth | (PC) 81 %  |
| Civilization VI            | (PC) 88 %  |
| Civilization VII           | (PC) 80 %  |